# Bílá ďáblice
Bílá ďáblice (anglicky The White Devil) je tragédie o pomstě, kterou napsal anglický dramatik John Webster. Když měla tato hra roku 1612 svou premiéru, dostalo se jí nepříznivé kritiky. Sám autor tvrdil, že za to může nevnímavost obecenstva. Kritika tvrdila, že kompletnost, promyšlení a satira hry se jen chabě rovnala s repertoárem Queen Anne's Men v divadle Red Bull, kde se konalo první představení. Úspěšného oživení se hra dočkala roku 1630 i při následném představení roku 1631.

## Děj
Tento příběh je založen na události, ke které došlo 22. prosince 1585: vraždě italské šlechtičny Vittorie Accoramboni. Vittoria (pyšná, ale z chudé rodiny) se provdala za synovce kardinála Motalta. Jenže roku 1580 poznala Paola Giordano Orsiniho, vévodu z Bracciana, který se dříve oženil s Isabellou z lékařské rodiny. Po jejich setkání na Vittorii nemohl vévoda zapomenout a tak nařídil zabít kardinálova synovce, aby se s ní mohl oženit. Papež Řehoř to brzy zjistil a nařídil, aby se rozloučili a dokonce Vittorii uvěznil Castel Sant'Angelo, pro podezření, že zabila svého manžela. Když byl roku 1585 zvolen nový papež, došlo v Římě k zmatkům, během nichž se Vittorii a Paolovi podařilo utéct. O osm měsíců vévoda umřel a svůj majetek odkázal Vittorii, jenže lékařská rodina chtěla mít jeho majetek pro sebe. Jenže Vittoria s ní odmítla spolupracovat. Proto se lékařská rodina rozhodla ji zabít. Vittorie byla k smrti ubodána 22. prosince 1585 v Padue u Ludovico Orsini.